# おさかな天国
「おさかな天国」（おさかなてんごく）は、 柴矢裕美が歌う楽曲。全国漁業協同組合連合会（JF全漁連）中央シーフードセンターのキャンペーンソングとして制作された楽曲である。
JF全漁連が製作したOVA『リッキーマリンのお魚パワーだ!全開だ!』（1996年発表）のエンディングテーマに起用された。

## 概要
1991年に水産庁の魚食普及事業の一環としてJF全漁連中央シーフードセンターがサンミュージックに制作を委託し、井上輝彦に作詞、柴矢俊彦に作曲、俊彦の妻で歌唱指導家の柴矢裕美に歌唱、ジャケットのイラストを女優の酒井法子にそれぞれ依頼して制作された。
歌詞は魚食の効用をアピールしており、31種類の魚介類または水産加工品の名称が盛り込まれているのが特徴である。
1991年7月6日、松山市で開かれた全国水産物商業協同組合連合会の全国大会で初めて披露された。同月初めにはカセットテープの試作品が制作され、8月中旬から発売された。
当初はカセットテープで発表され、全国のスーパー、百貨店などの鮮魚店コーナーのキャンペーンBGM用に約1万本が配布された。また、有償で一般配布（通信販売）も行われた。
発表当初、NHKラジオ第1放送・TBSラジオで早朝に楽曲が流された。
1996年にカップリング曲として「おさかなパワー!! リッキーマリンのテーマ」（作詞：大島研二、作曲：富樫晃廣、歌：山口歩）が追加されCDシングル（8cm、規格品番：SACD-9605）として発売された。一般のレコード店には並ばず、通信販売でしか買えなかったにもかかわらず、2002年までに約2万2000枚を売り上げた。なお2001年当時、常時1日あたり5枚ほどずつの注文が来ていたという。
1997年9月5日にラジオ関西『青春ラジメニア』で放送され、1998年11月13日に朝日放送制作の看板番組『探偵!ナイトスクープ』で取り上げられ、さらに知名度が上がった。
次第に歌詞のフレーズが人気を集め、制作から12年目の2002年3月20日にポニーキャニオンから市販用CD（マキシシングル、規格品番：PCCA-01685）として発売された。初回プレス枚数は10万枚。同年4月24日には同じくポニーキャニオンから市販用カセットテープ（規格品番：PCSA-00395）も発売されている。なおこの市販用CD・カセットテープのカップリングには『おさかな天国』のマーチ・バージョンが収録されているが、通販用CDのカップリングだった『おさかなパワー!! リッキーマリンのテーマ』は外されている。同マキシシングルは発売後のオリコンチャートでは最高3位を記録した。この楽曲の制作についてはプロモーションでの使用を前提とされており、ヒットをすると予測されていなかった。そのため市販用CDの発売に際しては、ポニーキャニオンと製作者の間で再度契約が行なわれた。
本曲を作曲した柴矢俊彦と歌手の柴矢裕美は2002年3月13日にニッポン放送制作のインターネット番組『うえやなぎまさひこのブロードバンド!ニッポン』、同月20日に『山田邦子ワンダフルモーニング』に出演した。柴矢裕美はこの曲で2002年4月5日放送の『ミュージックステーションSPECIAL』、さらに同年4月22日放送の『HEY!HEY!HEY!MUSIC CHAMP』に出演。さらに2002年の『NHK紅白歌合戦』のハーフタイムショーのコーナーでも歌った。
有線ブロードネットワークス（後のUSEN）では、2002年4月1日〜7月31日に「K-25」チャンネルにて24時間「おさかな天国」だけをエンドレスで流していた。
2003年2月時点で、『おさかな天国』の売上枚数は40万枚。

### プロモーション・ビデオ
『おさかな天国』のプロモーション用ビデオには、お兄さん役にケンキと、お姉さん役にマユ（古田真由）魚の着ぐるみ3人とが出演していた。本作には、魚の着ぐるみと、歌のお兄さんとお姉さんが海の中で歌い踊るプロモーション・ビデオに加え、歌詞の字幕が付いた『カラオケバージョン』、かわいいアニメーションで踊りを教えてくれる『さあ、いっしょに歌ってみようバージョン』を収録されている。なお服装は、ケンキは白の長ズボンに白の襟付き半袖、白のVベスト。白のハイソックスに運動靴。マユは白のミニスカートに白の襟付き半袖、白のVベスト。白のハイソックスに運動靴である。

## 「おさかな天国」のカバー・リメイク
- 2001年にベッキーがデモ音源として録音したが、未発表になった[11]。
- 2003年発売、ポニーキャニオンから発売されたけんたろうとミクのワイワイキッズのアルバム、『最新ベストアルバム おきにいり』に速水けんたろうと羽生未来が歌唱したバージョンが収録されている。
- 2002年5月2日にテイチクエンタテインメントから発売されたアルバム『柴矢裕美と歌おうレッツ・シング!!〜「おさかな天国」から「ニッキ・ニャッキ」まで〜』に、柴矢裕美によるセルフカバー版が収録された[注釈 8]。このアルバムには「フレンズ」の一人として、後にアイドルグループ・9nineのメンバーとなった西脇彩華がコーラス参加している[12]。
- 2002年8月10日にホライズンジャパンから、音頭・ハワイアン・サンバに編曲されたバージョン3曲を収録したマキシシングル『おさかな天国deダンス!ダンス!ダンス!』が発売された。プロデュースは井上輝彦とつるつるコロン。
- 2002年11月18日発売の『子供の歌(12) おさかな天国』[注釈 9]に、石塚まみのカバー版が収録された。
- 2003年にはスナッフのアルバム『GREASY HAIR MAKES MONEY』において「O Sakana Tengoku」の曲名でカバーされた。
- 2006年5月31日にフォーサイド・ドット・コムから発売されたアルバム『まんぷくトランス』で、タレントの内山信二がカバーした。
- 2010年12月9日にPalmtree/ユニバーサルミュージックから発売されたCDシングル『おさかな天国2010』で川村あやの（現：川村文乃）が「おさかな天国2010」としてカバーした。また、同アルバムでは、オリジナルと同じ作詞者・編曲者（マーチ・バージョン）による「おさかな天国2〜サヨリの恋の物語〜」も加えられている。この曲はスチールギターを使用し、オリジナルの「おさかな天国」よりゆったりとしたリズムの曲に書き直されている。
- 2011年にはテレビアニメ『ベン・トー』の挿入曲として、佐々木温がカバーした。
- 2020年、さかな芸人ハットリが歌う「おさかな天国〜プライドフィッシュ編〜」が、プライドフィッシュ公式サイトにて公開された[13]。
- 2022年7月20日にキングレコードから発売されたいっちー&なるのアルバム『ボンボンアカデミーからやっほー! いろいろにじいろ こどもうた』でカバーされた。

## 収録曲

### 1996年版
1. おさかな天国
  - 唄：柴矢裕美、作詞：井上輝彦、作曲：柴矢俊彦、編曲：石上智明
2. おさかなパワー!! リッキーマリンのテーマ
  - 唄：山口歩、作詞：大島研二、作曲：冨樫晃廣、編曲：佐藤昭浩
3. おさかな天国 オリジナル・カラオケ
4. おさかなパワー!! リッキーマリンのテーマ オリジナル・カラオケ

### 2002年版
1. おさかな天国
  - 唄：柴矢裕美、作詞：井上輝彦、作曲：柴矢俊彦、編曲：石上智明
2. おさかな天国 マーチ・バージョン
  - 唄：柴矢裕美、作詞：井上輝彦、作曲：柴矢俊彦、編曲：祭川世人
3. おさかな天国 オリジナル・カラオケ

## おさかなキャラクター
プロモーションビデオには、3人のおさかなキャラクターが登場する。
- おさかなボーイ
- おさかなガール
- おさかな博士

おさかなボーイ・おさかなガール・おさかな博士は、JF全漁連が1988年に発表したキャラクターである。

## 薬機法（旧・薬事法）との関係
「おさかな天国」の歌詞には「魚を食べると頭がよくなる」等の文言がある。人体に対して何らかの効能・効果を及ぼすものは、医薬品、医療機器等の品質、有効性及び安全性の確保等に関する法律（薬機法。旧・薬事法）によって、医薬品や医薬部外品等に指定されており、その製造、販売および宣伝広告が厳しく管理されており、それ以外のものは効果・効能を謳うことはできない。しかし、「おさかな天国」の歌詞で示されている「一般的に食用に供される魚」は、医薬品等と判断されないことから、この法律の対象外である。
この理由は、社会通念上医薬品等と誤認する恐れのない「一般的に食用に供される魚」が、昭和46年6月1日付け厚生省薬務局長通知「無承認無許可医薬品の指導取締りについて」（通称46通知）の別紙「医薬品の範囲に関する基準」の文中、「ただし、次の物は、原則として、通常人が医薬品としての目的を有するものであると認識しないものと判断して差し支えない」において「次の物」として掲げられているうちの一つ「１ 野菜、果物、調理品等その外観、形状等から明らかに食品と認識される物」に適合していることによる。